# Csilla Hegedüs
Csilla Hegedüs (n. 9 septembrie 1967, Cluj, România) este o politiciană maghiară din România. În perioada noiembrie-decembrie 2014 a îndeplinit funcția de ministru al culturii și viceprim-ministru,  în guvernul Victor Ponta.